# Jérôme Thomas
|  | Ikke at forveksle med fodboldspilleren Jerome Thomas |
Jérôme Thomas (født 20. januar 1979 i Saint-Quentin) er en tidligere fransk bokser.

## Amatørkarriere
Jérôme Thomas boksede som amatør i vægtklassen fluevægt. Han repræsenterede Frankrig under Sommer-OL 2000, hvor han vandt en bronzemedalje. Året efter stillede Jérôme Thomas op ved VM i 2001 i Belfast, Nordirland , hvor han vandt turneringen og dermed verdensmesterskabet. 
Ved Sommer-OL 2004 stillede han igen op i den olympiske bokseturnering, hvor han vandt en sølvmedalje. Ved sit tredje OL i 2008 blev han slået ud af turneringens første runde af Juan Carlos Payano fra Den dominikanske republik. 
Jérôme Thomas stillede også op ved VM i 2005 i Kina. Han gik videre fra turnerings første runde på walkover, men tabte herefter sin første kamp. Ved VM i 2007 i Chicago tabte Thomas sin første kamp. 

## Professionel karriere
Jérôme Thomas debuterede som professionel den 20. november 2008 mod Elemir Rafael, der tidligere alene havde vundet to ud af 26 kampe. Debuten forløb planmæssigt. Efter otte sejre i samme antal kampe boksede Thomas den 16. april 2010 om en titel som "Middelhavsmester" i super-bantamvægt oprettet af bokseforbundet WBC til lejligheden. Thomas vandt på point. 
I den næste kamp boksede Thomas om det ledige "EU"-mesterskab som anerkendt af EBU, men opnåede alene uafgjort. Den 12. marts 2011 vandt Thomas det ledige franske mesterskab i bantamvægt med en pointsejr over Yoan Boyeaux. Den 28. januar 2012 led THomas karrierens første nederlag, da han i Marokko blev slået ud af Hassan Azaouagh. Thomas meddelte herefter, at han ville indstille sin boksekarriere. 